# Izabella Polakiewicz
Izabella Julia Polakiewicz po mężu Wichlińska (ur. 20 kwietnia 1896 w Dublanach, zm. 25 lipca 1957 w Katowicach) – malarka, jedna z pierwszych kobiet studiujących w krakowskiej Akademii Sztuk Pięknych. 

## Rodzina
Urodziła się w Dublanach jako dziecko Zofii z Hełczyńskich i Włodzimierza Polakiewicza. Miała starszego brata Karola Polakiewicza (prawnik i polityk), młodszą siostrę Bronisławę (która również malowała) oraz brata Stanisława. 

## Edukacja
Pierwsze lekcje pobierała w Krakowie u artysty malarza Ludomira Ludwika Dominika Benedyktowicza. Potem przez trzy lata uczyła się malarstwa w Szkole Sztuk Pięknych u Stanisława Batowskiego we Lwowie. Tam poznała o dwa lata starszą Zofię Baltarowicz-Dzielińską (pierwszą studentkę krakowskiej ASP), z którą się zaprzyjaźniła. Przerwała naukę kiedy w 1914 roku wojska rosyjskie zajęły Lwów. Wtedy razem z rodzicami wyjechała do Budapesztu, gdzie uczyła się w szkole malarstwa Szablya-Frischauf Ferenca. Potem przyjechała do Krakowa i przez krótki czas uczęszczała do Szkoły Sztuk Pięknych dla Kobiet Marii Niedzielskiej, a następnie została przyjęta do pracowni Wojciecha Weissa (od 1918 r.). Była drugą po Zofii Baltarowicz kobietą studiującą w charakterze wolnej słuchaczki, pierwszą w pracowni malarskiej.

(...) trzyma wysoko sztandar feminizmu polskiego, będąc przyjęta do Akademji krakowskiej jako pierwsza kobieta na kurs malarski

W 1919 r. Izabella wzięła udział w Wystawie Jesiennej w Zachęcie we Lwowie, gdzie pokazała siedem prac. W 1921 wyjechała na trzy lata do Paryża i tam studiowała w Académie de la Grande Chaumière.

## Życiorys
Po powrocie z Paryża otrzymała zamówienie na portret Prezydenta Rzeczypospolitej Stanisława Wojciechowskiego. W Kalendarzu Jubileuszowym 30-lecia Gazety Grudziądzkiej na rok 1925 reprodukowano portret jej autorstwa wydawcy „Gazety Grudziądzkiej” Wiktora Kulerskiego.
W 1925 wzięła udział w Wystawie Związku Artystek Polskich we Lwowie w ramach Salonu Letniego TPSP w Pałacu Sztuki we Lwowie.
W 1932 poślubiła w Warszawie Mariana Tadeusza Wichlińskiego, prokurenta banku. W tym samym roku w Chojnicach wzięła ślub siostra Izabelli Bronisława. Siostra wyszła za mąż za jedenaście lat młodszego Andrzeja Tronowicza. W 1946 Izabella rozwiodła się z mężem i wróciła do panieńskiego nazwiska. Przebywała w Zakopanem. Od sierpnia 1949 roku pracowała jako urzędniczka w biurze administracji Szpitala Miejskiego w Jeleniej Górze. Należała do Związku Polskich Artystów Plastyków. 
Zmarła 25 lipca 1957 w Katowicach w Szpitalu Zakonu Bonifratrów pw. Aniołów Stróżów.